# Aladrén
Aladrén ist ein spanischer Ort und eine Gemeinde (municipio) mit 62 Einwohnern (Stand: 2024) im Süden der Provinz Saragossa in der Autonomen Gemeinschaft Aragonien. Die Gemeinde gehört zur bevölkerungsarmen Serranía Celtibérica. 

## Lage und Klima
Aladrén liegt ca. 60 Kilometer (Fahrtstrecke) südsüdwestlich der Provinzhauptstadt Saragossa in einer Höhe von ca. 785 m. Das Klima ist gemäßigt bis warm; Regen (ca. 467 mm/Jahr) fällt übers Jahr verteilt.
Die Gemeinde gehört zum Weinbaugebiet Cariñena.

## Bevölkerungsentwicklung
| Jahr      | 1970 | 1981 | 1991 | 2001 | 2011 | 2021 |
| Einwohner | 91   | 44   | 44   | 79   | 67   | 58   |

## Sehenswürdigkeiten
- Jakobuskirche (Iglesia de Santiago Apóstol) aus dem 17. Jahrhundert
- Kapelle Mariä Schnee
- Clemenskapelle
- Rathaus

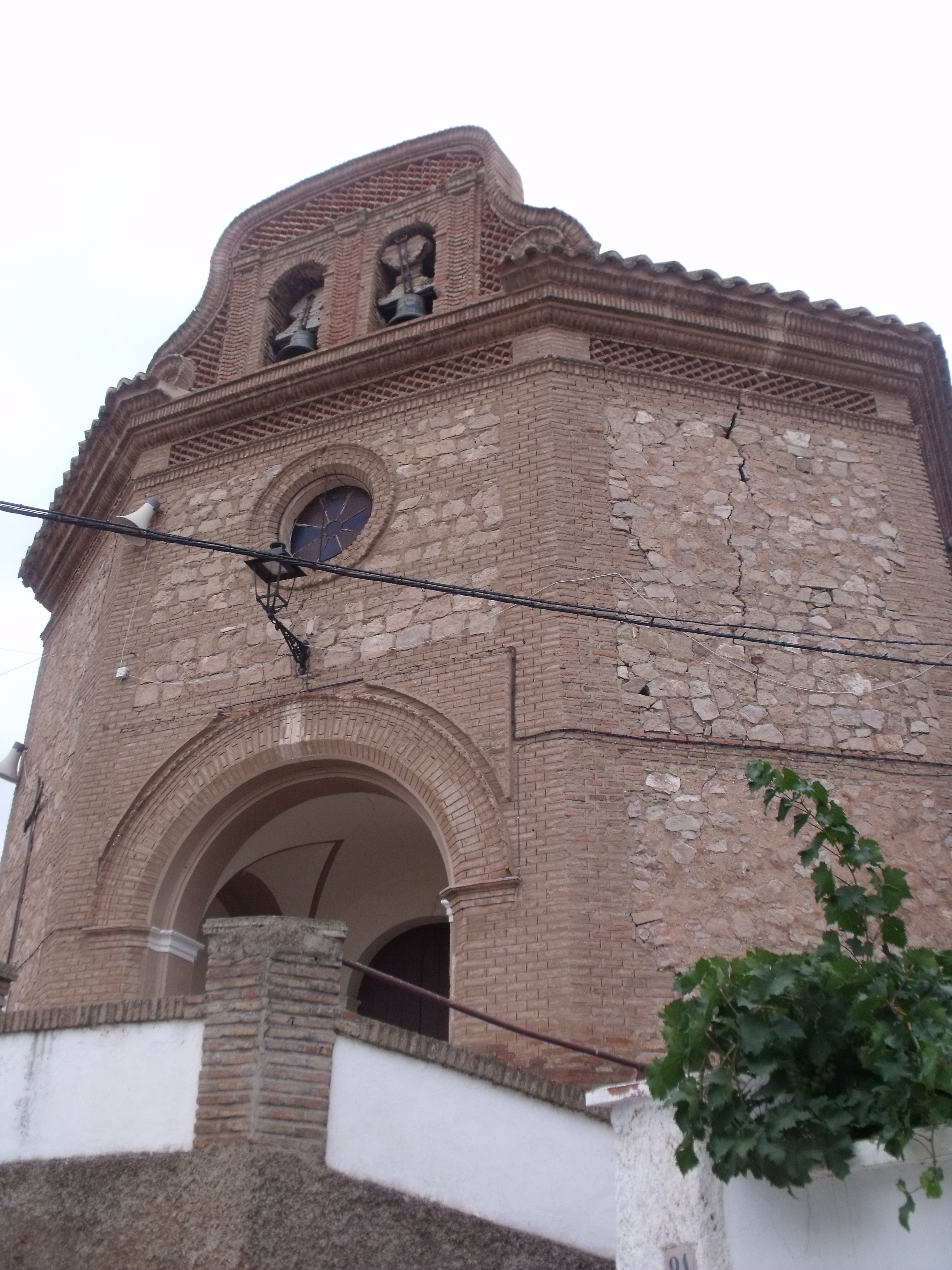
Jakobuskirche
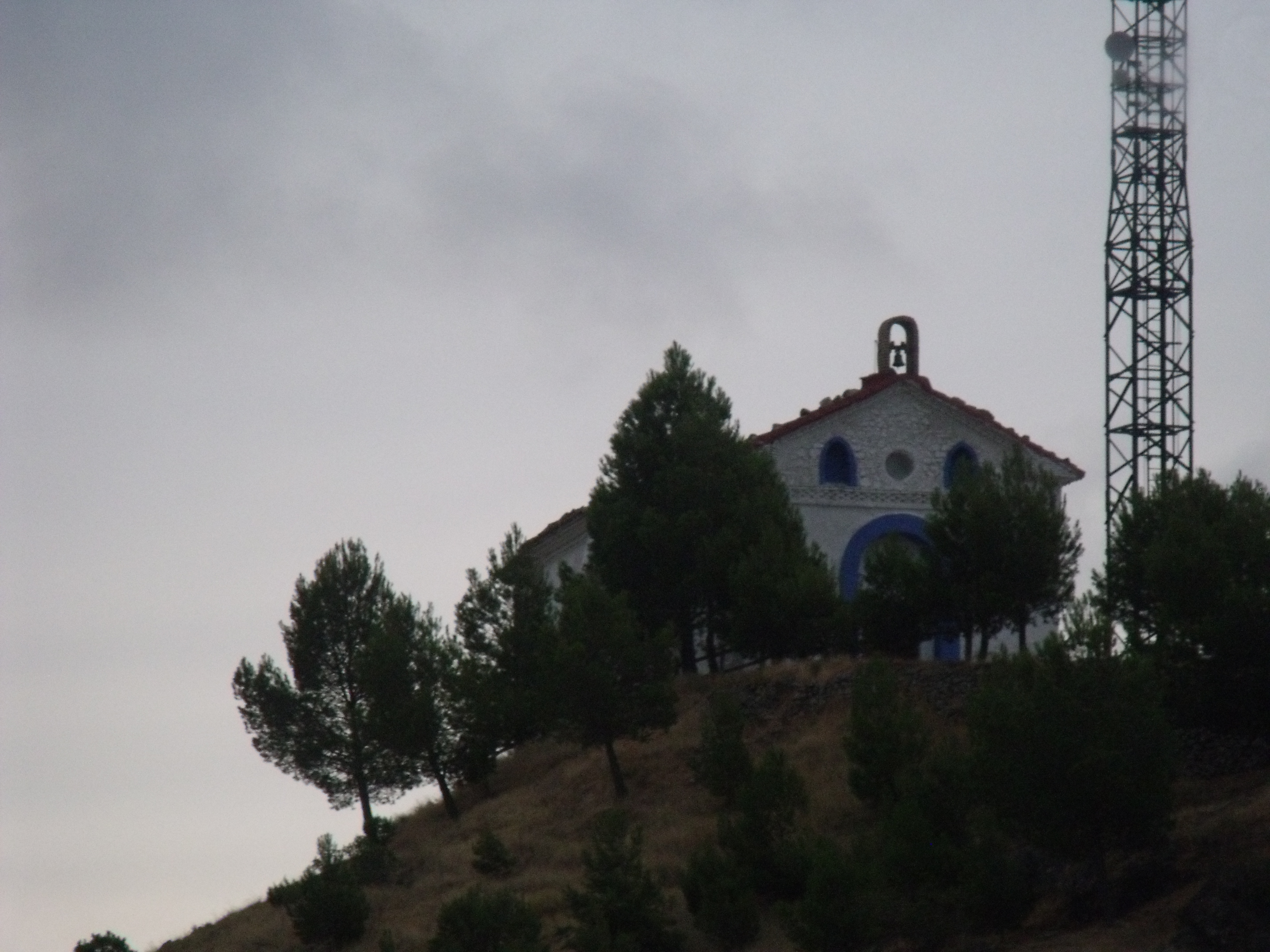
Kapelle Mariä Schnee
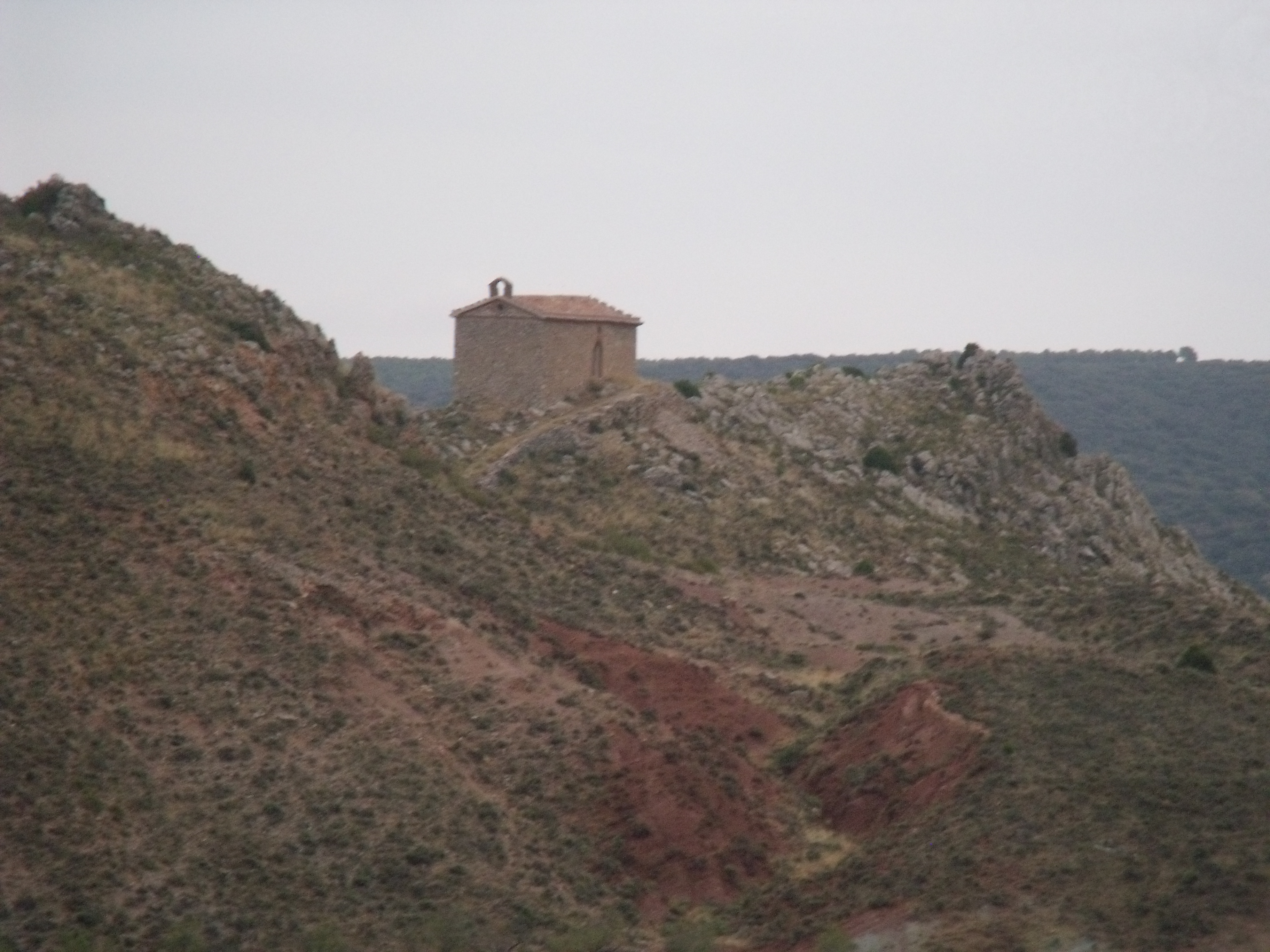
Clemenskapelle
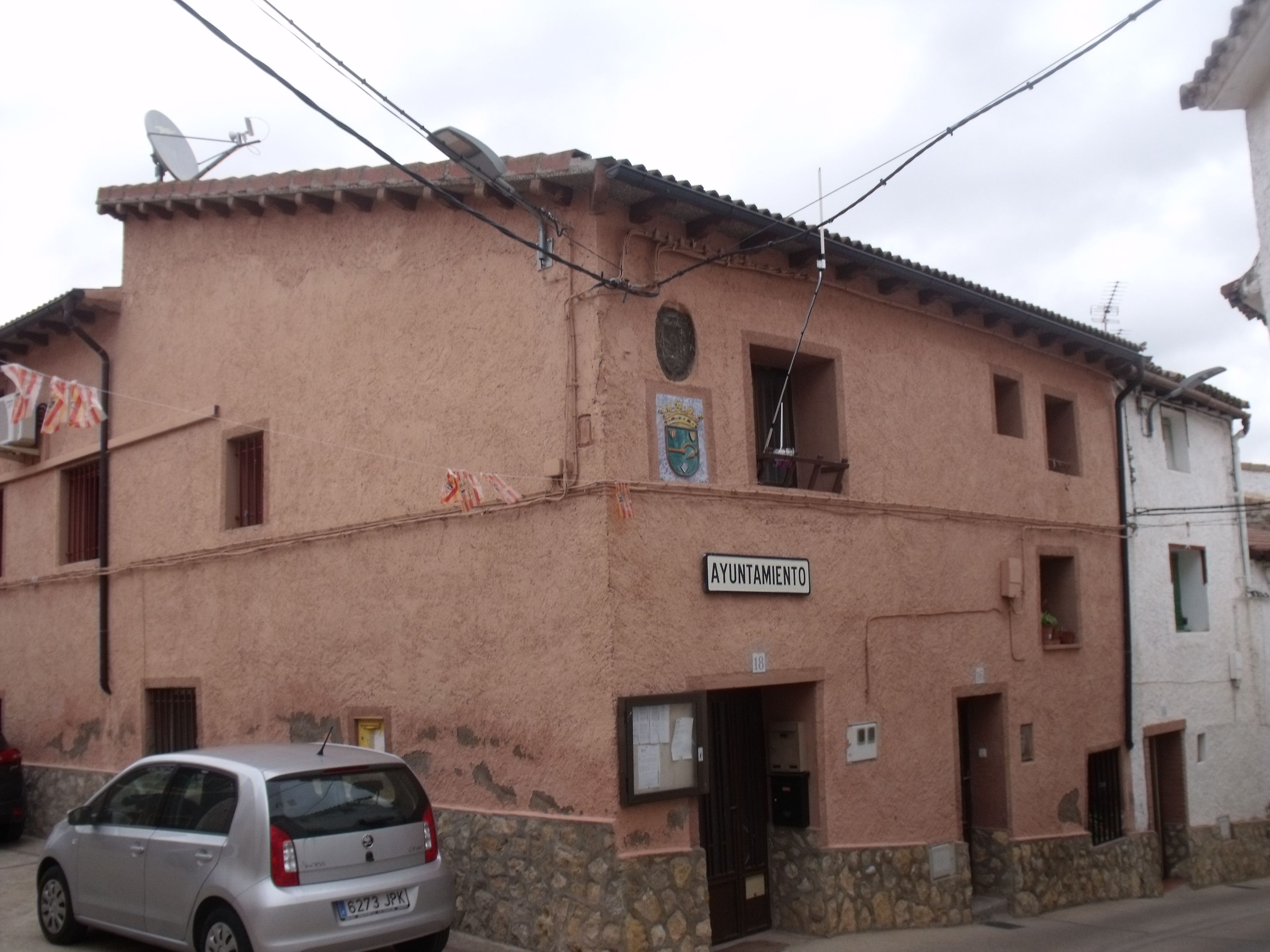
Rathaus